# چیچال خلیفه
چیچال خلیفه روستایی از توابع بخش مرکزی شهرستان ملکشاهی است.
این روستا در دهستان شوهان قرار دارد.